# Adriaan Maas
Adriaanus Lambertus Joseph „Bob” Maas (ur. 18 października 1907 w Batavii, zm. 17 grudnia 1996 w Hilversum) – holenderski żeglarz, medalista olimpijski.
Wziął udział w czterech igrzyskach olimpijskich zaliczając łącznie pięć występów, w tym trzy zakończone medalami:
- Los Angeles 1932 – Snowbird –
- Los Angeles 1932 – Star – 6. miejsce – Holland (Jan Maas)
- Berlin 1936 – Star –  – Bem II (Willem de Vries Lentsch)
- Londyn 1948 – Star –  – Starita (Edward Stutterheim)
- Helsinki 1952 – Star – 8. miejsce – Bem II (Edward Stutterheim)

Brat Jana Maasa – również żeglarza-olimpijczyka.